# Anhellia tristis
Anhellia tristis är en svampart som beskrevs av Racib. 1900. Anhellia tristis ingår i släktet Anhellia och familjen Myriangiaceae.   Inga underarter finns listade i Catalogue of Life.